# 蔡仲光 (1964年)
蔡仲光（1964年2月—），广东清远人，汉族，无党派人士。中华人民共和国政治人物、第十三届全国人民代表大会广东省代表。

## 生平
2018年，蔡仲光被选为广东省出席第十三届全国人民代表大会代表。